# Оргазм Нострадамуса
«Оргазм Нострадамуса» («ОН», «О.Н», «О. Н.») — хардкор-панк-гурт зі Східного Сибіру, заснований в 1995 році в місті Улан-Уде «Углом» (Олексієм Фішевим) і «Рєзаном» (Леонідом Рєзановим). Назва «Оргазм Нострадамуса» склалася з поєднання найменувань попередніх гуртів, засновників проєкту, — «Оргазм Джоконди» (Фішева) і «Гріхи Нострадамуса» (Рєзана). Згодом гурт став одним із найвідоміших та культових сібпанк-гуртів в пострадянських державах. Команда припинила своє існування у 2003 році, внаслідок трагічної смерті засновника та ідеологічного натхненника проєкту — «Угла» (Олексія Фішева).

## Історія
На перших виступах гурту відчувалось дилетантство музикантів, але завдяки артистичній харизмі та магнетизму Угла концерти викликали екзальтацію. За словами Антона «Зомбі», в ті часи, Олексій сповідував крайню текстоцентричність у підході до створення музичного матеріалу: «Угол відразу закричав: рос. «Главное — текста! Музыка на втором месте, в рот и в горло её!»».
Спочатку гурт являв собою авангард так званого «Руху Гідроцефалів», що об'єднував протестну частину молоді — екстремальних музикантів, поетів, художників та інші творчі особистості, що не сприймаються соціумом. Емблемою руху було взято «Гідрохрест» (перехрещений квадрат, який побачив у сновидінні художник на прізвисько «Кіса») — т.з. «символ анархо-аморалізму, саморуйнування та декадентства». «Гідроцефали» заперечували морально-етичні цінності, громадські табу, інститути сім'ї та держави. Вони поставили собі за мету безумовну свободу і непідкорення законам людської цивілізації. Адепти руху, як правило, вели паразитичний спосіб життя і ставилися зневажливо до «двоногих» бидло-суб'єктів. На зборах «гідроцефалів» відбувалися дивовижні дискусії, які у випадкового очевидця асоціювалися б зі спілкуванням потойбічних сутностей, також адепти не гребували гашишизмом і хронічним пияцтвом. «Гідроцефалам» безумовно нецікаво, що про них думають люди, вони нікого нічому не вчать і живуть у власному відокремленому таємничому світі.
На початку 1996 року, музиканти «ОН» орендували підвальне приміщення на території дитячого садка, яке отримало назву «Гідроклуб», який став центром однойменного руху та точкою тяжіння молодих неформалів міста. Приміщення виконувало функції 
репетиційної, концертного майданчика, бару, бібліотеки та навіть перукарні, а для деяких членів клубу служило житлом. У «Гідроклубі» слухали західний хард-кор та ой-панк, з вітчизняних гуртів — «Громадянську оборону», Янку Дягілєву, «Акваріум», «Алісу» та «Пікнік».
1996 року до «Оргазму Нострадамуса» приєдналися гітарист Олександр Архіпов (рос. «Ава», «Архип», нар. 24 листопада 1969 р.), який згодом взяв на себе функції автора музики та музичного керівника колективу, і барабанщик Єгор рос. Прибылов («Егорик»). За спогадами Рєзана, «в
„ОН“ два професійні музиканти (Єгорік та Ава) і три клоуни. Ава знав, що грати, а Єгор
чуттям талановитого музиканта розумів, як грати». «Рєзан» стає другим шоуменом та бек-вокалістом у гурті, «Зомбі» бере в руки бас-гітару, за барабани сідає «Єгорік», решта учасників першого складу покидають колектив), крім того з появою Архіпа остаточно визначається музичний напрямок гурту — панк-рок з впливом хард-кору (хардкор-панк), який досить органічно ліг на декадентські тексти Угла.
4 липня 2003 року в Москві, перед концертом, присвяченим презентації збірки «Російський панк-обстріл-4», Архіпа відвезли до лікарні з отруєнням, від якого, у болісній агонії, він помер. Трагедія дуже вплинула на «ОН» — Архіп зробив більшість аранжувань пісень групи. «Я на будь-який текст музику написати можу та пишу своє, те, що я відчуваю. Іноді мені здається, це так далеко від тексту, а Угол дивується, що так точно його слова оформив у пісню», — говорив гітарист про свою роль у «ОН». «Ми тільки з ним прийшли до якогось метафізичному рівню розуміння один одного, тільки зловили ось цей самий консенсус, він став врубатися у тексти, я — в музон, і тут таке…» — журився Угол.
Після цього, Угол вирішує набрати абсолютно нових (але добре знайомих і перевірених) музикантів. Восени 2003 року планувалося масштабне турне містами пострадянського простору, а також сольні концерти на запрошення. Планувалися репетиції та запис нових альбомів. Однак на 30-му році життя, 22 листопада 2003 року, у Санкт-Петербурзі, під час гастролей гурту,
внаслідок сильного алкогольного отруєння, помер засновник та ідеологічний натхненник «Оргазму Нострадамуса» - «Угол».
15 вересня 2018 року на лейблі Ізоляція Records вийшли останні записи колективу, записані у творчому об'єднанні Архипа та Угла в період з 2002 по 2003 рік. Це розбурхало публіку на просторах інтернету та мас-медіа і гуртом знову зацікавились.
5 жовтня 2018 року пісню «Убий тінейджера» визнали екстремістською та внесли до Федерального списку екстремістських матеріалів (№ 4508). Що ще більше привернуло уваги до гурту.

## Склад гурту
- рос. «Угол» Олексій Фішев — автор пісень, вокал †
- рос. «Рєзан» Леонід Рєзанов — шоумен, бек-вокал, бас-гітара (1995—1998)
- «Архип» Олександр Архіпов — гітара, клавішні †
- «Зомбі» Антон Кірюшин — бас-гітара
- «Єгорік» Єгор Прибилов — ударні, клавішні

## Дискографія

### Демо
- 1999 — Смерть Аморала
- 1999 — Убий Тінейджера!
- 2003 — рос. Анти-всё (запис із репетиції)

### Студійні альбоми
- 1997 — Сходження до божевілля
- 1998 — Лихоманка неясного генезу
- 2001 — Естетичний Тероризм
- 2002 — Смерть Аморала
- 2002 — Убий Тінейджера!

### Кліпи
- 1998 — Веселі хлоп'ята
- 1999 — Останні секунди життя
- 2000 — Ніколи

### Перевидання[8]
- 1997 — Сходження до божевілля (1998, 2000, 2001, 2005, 2017, 2021, 2023)
- 1998 — Лихоманка неясного генезу (2000, 2005, 2019)
- 2001 — Естетичний Тероризм (2002, 2003, 2017, 2019)
- 2002 — Убий Тінейджера (2005, 2019, 2020, 2021)
- 2002 — Смерть Аморала (2003, 2005, 2017, 2020)

### Концертні альбоми
- 1996 — LIVE in БГТРК
- 1997 — Live in Чайка
- 1998 — Панк-Балдьож по піонерськи. Live in Irkutsk
- 1998 — Ліквідація. Live in Rock Line 98
- 2000 — Смерть Аморала. Live in Sayany Cafe
- 2000 — Убий Тінейджера. Live in Sayany Cafe
- 2000 — Live in Smolensk'00 (спліт-концерт із гуртом Пурген)
- 2001 — Live at Байкал-Шаман, Іркутськ
- 2001 — Акустика в Іркутську
- 2001 — Їхали трактом з дзвіночками!
- 2001 — Ми з Джа За!

### Концерти
- Осінь — 95 студентський фестиваль у БФНГУ, 1995, Улан-Уде.
- Концерт пам'яті Андрія Гаврилова в БК Залізничник 1995, Улан-Уде.
- Концерт у к/т «Дружба» 1997.,Улан-Уде.
- Далекосхідний фестиваль 1998, Хабаровськ.
- Східно-сибірський фестиваль «Байкальськ-98» 1998, Байкальськ.
- Фестиваль в аномальній зоні Рок-Лайн 1998, Кунгур.
- Східно-сибірський фестиваль «Байкал-Шаман» 1999—2003 роки, гирло річки Бабха, Байкал.
- Далекосхідний фестиваль 1999, Хабаровськ.
- Акустика в Іркутську 2000, Іркутськ.
- Вечірка «Punk'шкін not Dead» 2000, Іркутськ.
- «Панк обстріл» 17 квітня 2000, Смоленськ.
- «Панк-революція» концерт у к/т Марс 21 квітня 2000, Москва.
- «Панк обстріл» клуб «Орландина» 29 квітня 2000, Санкт-Петербург.
- «Панк обстріл» 1 травня 2000, Курськ.
- «Панк обстріл» 3 травня 2000, Рязань.
- «Пан, к обстріл» у R-Club 2003, Москва.
- «Панк обстріл» клуб Sexton, в гостях у Нічних вовків, 2000, Москва.
- Закриття байк-сезону на острові Юності. 2000 рік, Іркутськ.
- 26 квітня 2001, Улан-Уде.
- 1 березня 2003, Улан-Уде.
- Концерт пам'яті Архипа 2003, Улан-Уде.
- Останній концерт у клубі «Естакада», 2003, Москва.

### Різноманітне
- пісня «Чорт болотний»
- 2002 — Репи. Невидані Записи (з касети)
- 2017 — Репи. 2002—2003. Останні Невидані Записи
- 2018 — Репи. Останні Невидані Записи